# 顺民桥
顺民桥又名李家桥，是一座单孔石拱桥，位于中国江苏省常熟市北门外李桥村与张坝村交界，跨福山塘，东西走向，花岗石砌筑，长25.6米，宽3.6米，高5.8米。该桥由都御史侣钟创建于明弘治年间，礼部尚书李杰居此。清乾隆三十七年（1772）上相庙哑僧实明募建 。1982年11月17日，顺民桥公布为常熟市文物保护单位
。 